# Trilj

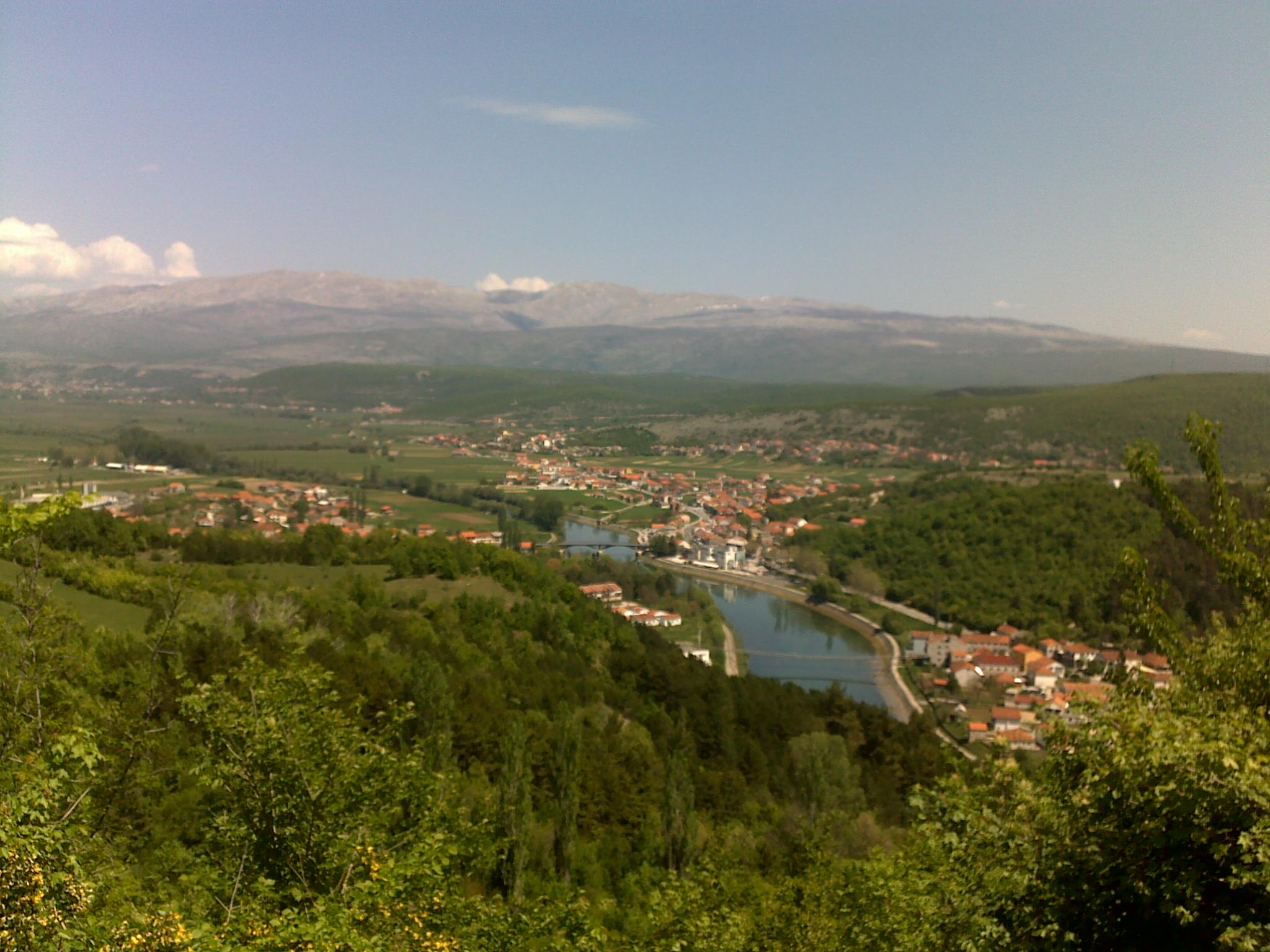
Trilj

Trilj är en stad i Dalmatien i södra Kroatien med 10 799 invånare (2001).